# Manfred Schnur

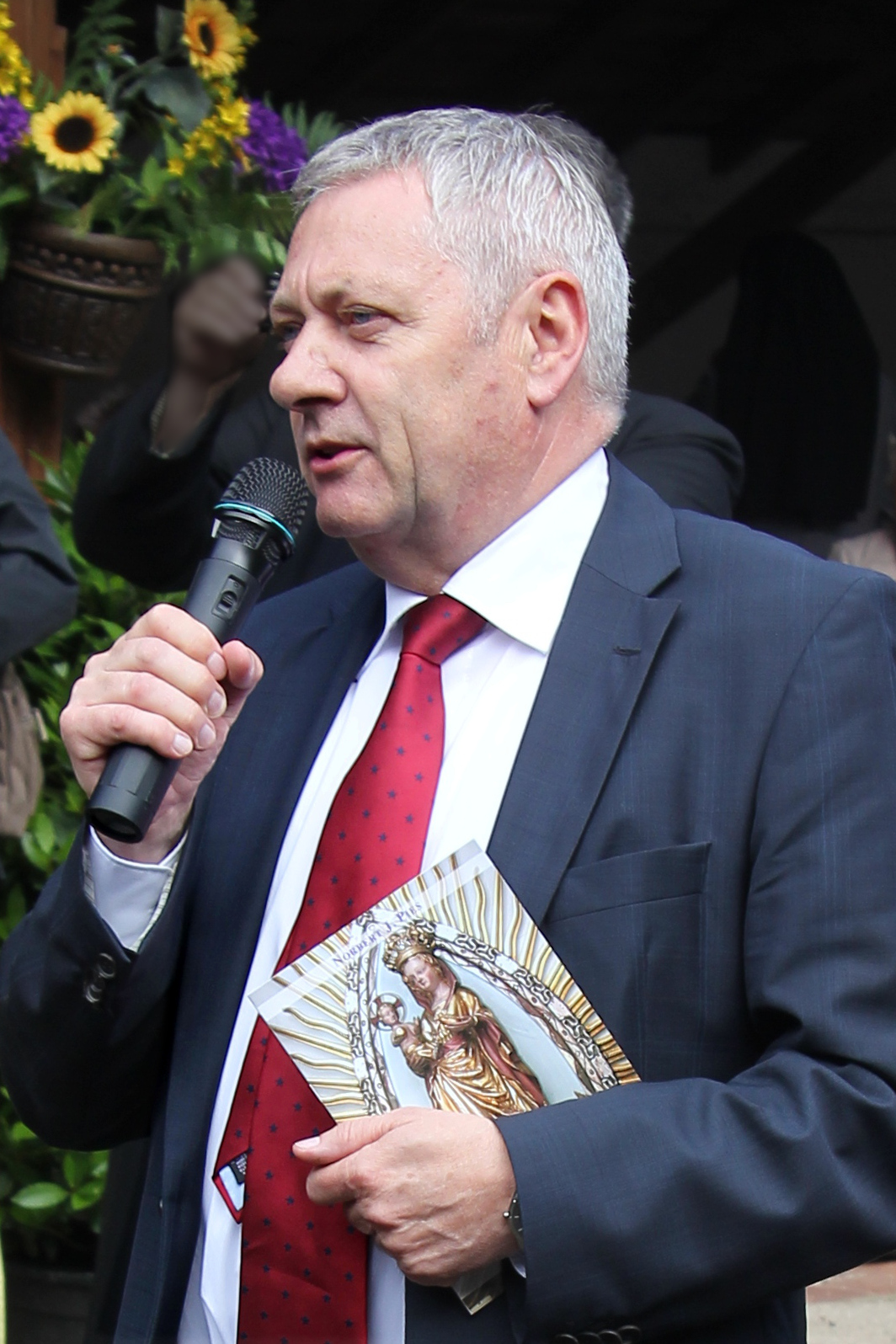
Landrat Manfred Schnur bei der Ansprache zum Jubiläum „100 Jahre Gnadenbild im Kloster Maria Engelport“ am 23. Juni 2013

Manfred Schnur (* 1951 in Kröppen) ist ein deutscher Verwaltungsbeamter und Politiker (CDU). Er war vom 1. November 2007 bis zum 31. Oktober 2023 Landrat des Landkreises Cochem-Zell.

## Leben und Beruf
Manfred Schnur begann 1972 mit der Ausbildung zum Verwaltungsbeamten bei der Verbandsgemeinde Rodalben und schloss die Ausbildung mit dem Verwaltungsdiplom ab. Daraufhin war er als Beamter in der Bezirksregierung Rheinhessen-Pfalz tätig, später als Sachbearbeiter im Wirtschaftsministerium des Landes Rheinland-Pfalz. Zuletzt fungierte er dort als Pressesprecher des Ministers für Wirtschaft und Verkehr Heinrich Holkenbrink.

## Politik
1985 wurde Schnur vom Verbandsgemeinderat der Verbandsgemeinde Treis-Karden zum Verbandsbürgermeister gewählt, dieses Amt trat er am 1. Januar 1986 an. Seit 1994 war er zudem Mitglied des Kreistages Cochem-Zell.
2007 kandidierte er für das Amt des Landrates des Landkreises Cochem-Zell, in der Stichwahl am 6. Mai konnte er sich mit 52,5 % gegen SPD-Kandidatin Anna Köbberling durchsetzen und wurde daher ab dem 1. November 2007 Nachfolger von Eckhard Huwer (CDU). 2015 wurde er mit 69,5 % der Stimmen für eine weitere Amtszeit von acht Jahren wiedergewählt. Es gab keine Gegenkandidatur, die Wahlbeteiligung lag bei 27,8 %. Bei der Wahl 2023 kandidierte Schnur nicht erneut. Mit Ablauf des 31. Oktober 2023 trat er seinen Ruhestand an, seine Nachfolgerin wurde Anke Beilstein (CDU).
Neben dem hauptamtlichen Amt des Landrates gehörte Schnur dem Kreisvorstand des Deutschen Roten Kreuzes an und ist stellvertretender Vorsitzender des Aufsichtsrates der Rheinland-Pfalz-Tourismus GmbH und des Tourismus- und Heilbäderverbandes Rheinland-Pfalz.

## Ehrungen
Im Juli 2022 wurde Schnur eine Dankesurkunde von Ministerpräsidentin Malu Dreyer zum 50. Dienstjubiläum überreicht. Die Übergabe erfolgte durch Staatssekretär Randolf Stich.